# Congericola pallidus
Congericola pallidus är en kräftdjursart som beskrevs av van Beneden 1854. Congericola pallidus ingår i släktet Congericola, och familjen Hatschekiidae. Arten har ej påträffats i Sverige.